# 齊爾庫內

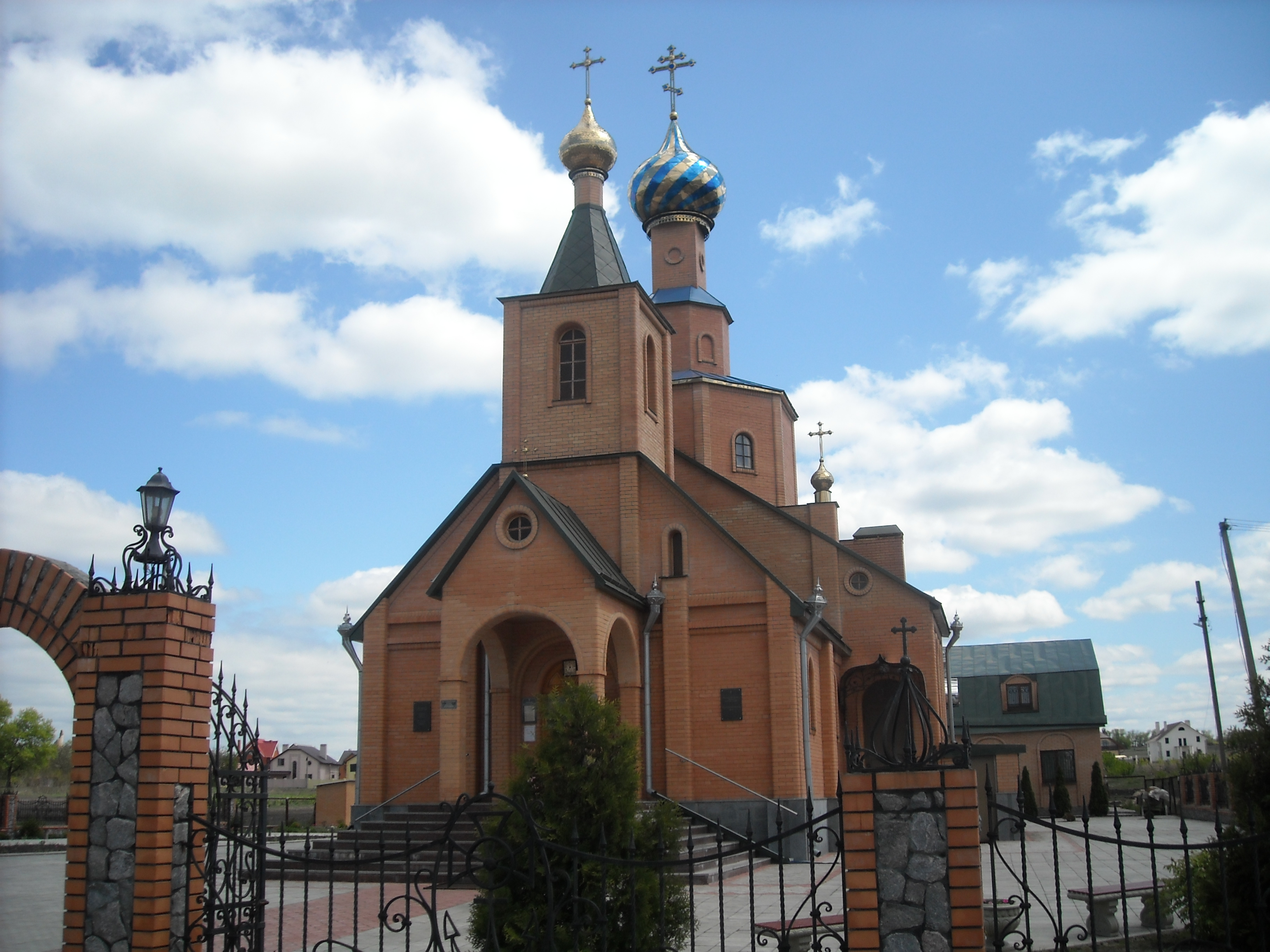
教堂

齊爾庫內（羅馬化：Tsyrkuny）是位於烏克蘭東部的村莊，由哈爾科夫州哈爾科夫區的齊爾庫內市鎮負責管轄，並為該市鎮的行政中心。該村處於哈爾科夫河畔，始建於1775年，面積5.97平方公里，海拔高度119米，2001年人口6,310，人口密度每平方公里1,056.95人。